# Gräberfelder von Intercisa
Die Gräberfelder von Intercisa sind Teil der Fundstelle Intercisa, zu der auch das Kastell Intercisa sowie ein Vicus gehören. Der Fundplatz liegt auf einem Plateau in der ehemaligen Provinz Pannonia inferior am Donaulimes (Limes Pannonicus), auf dem Gebiet der Stadt Dunaújváros im Komitat Fejér im heutigen Ungarn. Bisher sind vier Nekropolen bekannt, die sogenannte Große Nekropole im Süden des Plateaus, die Südostnekropole, die sich östlich der großen Nekropole anschließt, die Nordnekropole sowie die Westnekropole. Die Bestattungen bestehen aus Brand- und Körpergräbern.

## Lage

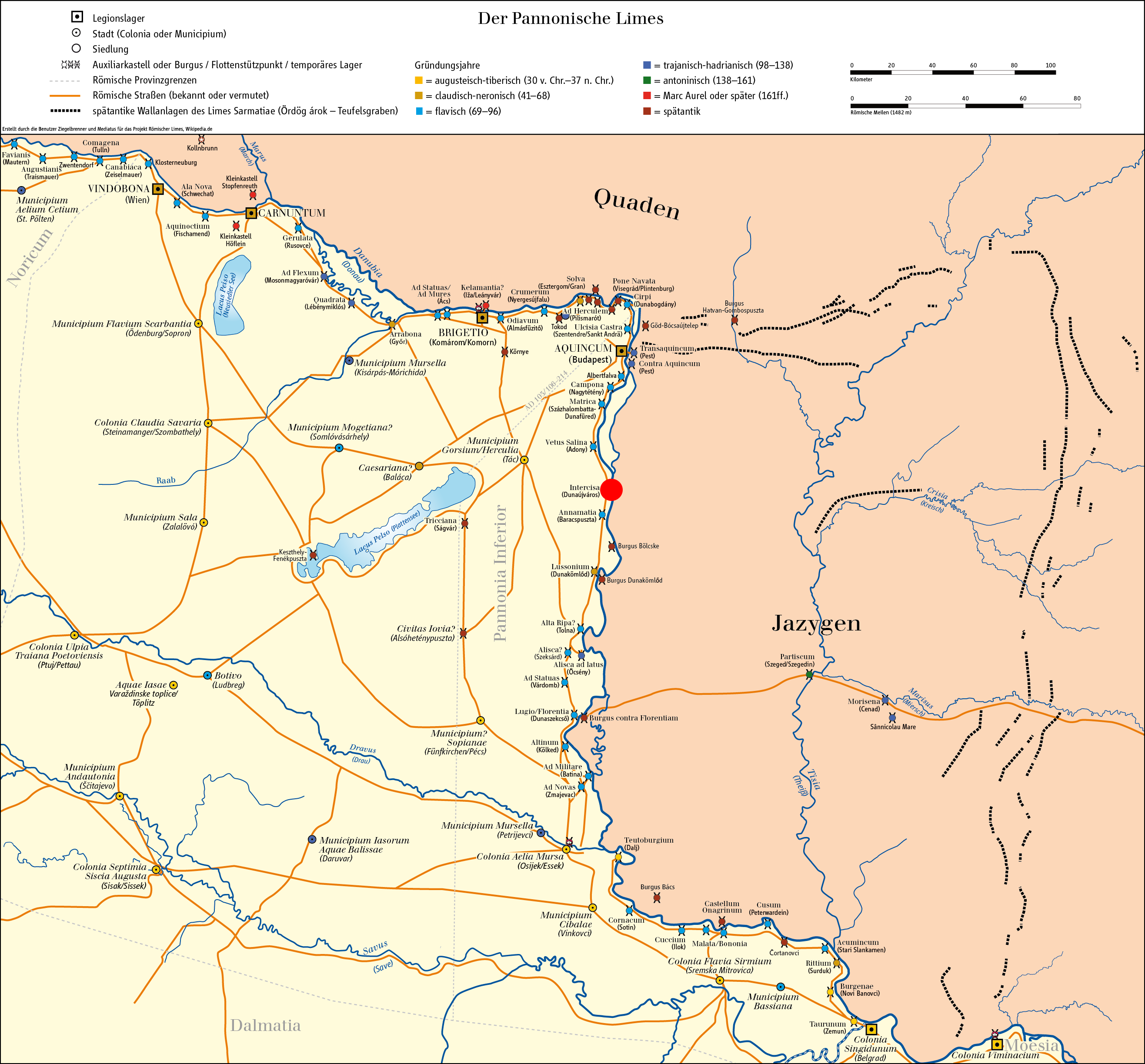
Abb. 2: Lage des Kastells am pannonischen Limes

Etwa 70 km südlich von Budapest, direkt an der Donau gelegen, befindet sich die heutige Stadt Dunaújváros. Der hier befindliche ehemalige Grenzposten Intercisa liegt auf einem aus den beiden Bergen Kálváriához (Kalvarienberg) im nördlichen Teil und Öreghegy („Alter Berg“) im südlichen Teil bestehenden Plateau. Dieses von zwei Bachläufen umflossene Gebiet liegt an seiner höchsten Stelle im Norden bei 142 m über NN. Dadurch, dass die Lösskante im Osten des Plateaus jahrhundertelang durch die Unterspülungen der Donau immer weiter abgetragen wurde, gingen mindestens 50 Meter der ursprünglichen Breite und somit auch Teile des Kastells und der Gräberfelder verloren. Nach der Versetzung der Donau in östliche Richtung ist der ehemalige Verlauf noch in Form eines Altarmes erkennbar.

## Forschungsgeschichte

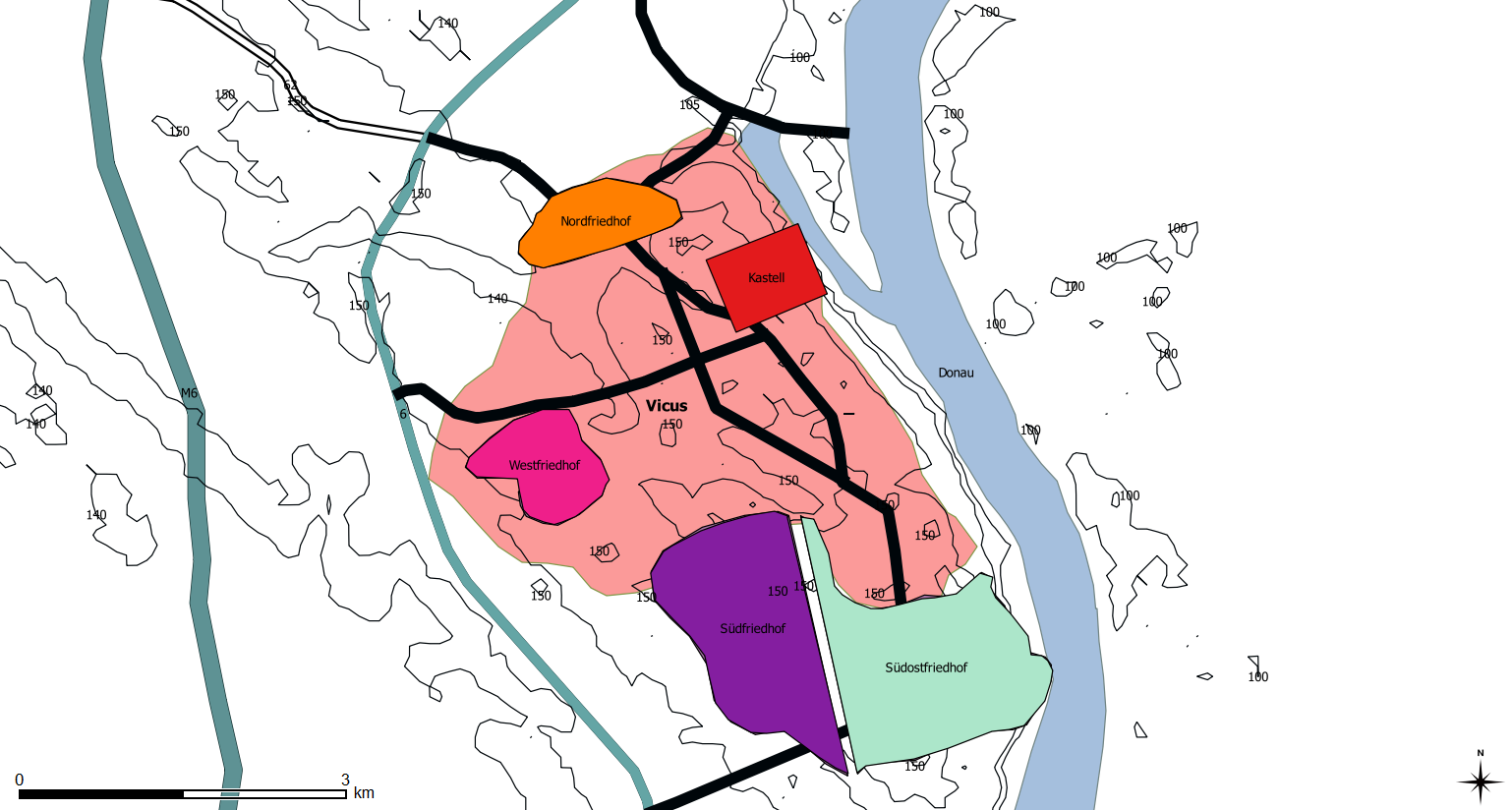
Abb. 3: Ungefähre Lage von Kastell, Vicus und Nekropolen im Gebiet der heutigen Stadt Dunaújváros

1906 wurde Ede Mahler vom Ungarischen Nationalmuseum mit ersten offiziellen archäologischen Maßnahmen in Dunapentele betraut, um den immer häufiger auftretenden Raubgrabungen, hervorgerufen durch wachsende Bekanntheit der Fundstelle bei Kunst- und Antikenhändlern, entgegenzuwirken. Vorrangiges Ziel war die Dokumentation und Kartierung der antiken Überreste, aber schon 1907 führte Mahler weitere Ausgrabungen im südlichen Gräberfeld durch und erstellte außerdem einen Katalog der bereits bekannten Denkmalinschriften aus Intertcisa. Ab 1908 folgend war Antal Hekler für die Ausgrabungen zuständig. Ihm ist die erste Gliederung von Funden und Befunden der archäologischen Fundstelle nach Gräbern mit kurzer jeweiliger Beschreibung zu verdanken. Hekler änderte außerdem den Schwerpunkt der Forschung weg von den schon durch Plünderung bekannten Bereichen der Gräberfelder hin zu eigenen Forschungsgrabungen. So konnten unter Leitung des Ungarischen Nationalmuseums größtenteils im Gebiet des Südfriedhofes bis 1911 über 800 Gräber entdeckt und dokumentiert werden.
Weitere Ausgrabungen waren erst nach dem Ersten Weltkrieg möglich. Sie wurden 1922 von Zoltán Oroszlán durchgeführt, liegen bislang jedoch nur als vorläufiger Bericht vor. Die in dieser Ausgrabung entdeckten und bereits teils geplünderten römischen Gräber ermöglichten jedoch über Münzfunde eine Datierung in die nachvalentinianische Zeit. In der Folge wurden weitere systematische Untersuchungen ab 1926 von István Paulovics durchgeführt und in einer ersten wissenschaftlichen Monographie vorgestellt. Dabei schloss Paulovics nicht nur bereits vorangegangene Forschung mit ein, sondern beschrieb auch detailliert die Funde und Befunde und bildete diese in einem ausführlichen Abbildungsteil ab. Seine verbindende Arbeit ist damit ein für seine Zeit wichtiger Fortschritt der Forschung in Ungarn.
Bedingt durch umfassende staatliche Bauarbeiten und anhaltende Erosion des Donauufers wurden zwischen 1949 und 1952 weitere archäologische Maßnahmen notwendig. Dafür wurde erstmals in Ungarn Luftbildprospektion als Planungshilfe verwendet. Eine Forschergruppe geleitet von László Barkóczi wurde mit den Ausgrabungen betraut und publizierte diese in zwei Bänden 1954 und 1957.
In den 1960er Jahren führte die städtische Erweiterung der nun in Dunaújváros umbenannten Gemeinde zu weiteren Rettungsgrabungen, die bis 1967 andauerten und unter Eszter B. Vágó durchgeführt wurden. Schwerpunkte dabei waren das römische Kastell, die zivile Siedlung und die Gräberfelder. Insgesamt wurden in den 1960er Jahren über 1500 Gräber des Nordfriedhofs und des Südostfriedhofs freigelegt, wovon über 800 aus dem Südostfriedhof stammen und als zusammenhängende Fläche erforscht und publiziert wurden (Abb. 4 und 5). Ab den 1970er Jahren wurden in immer kleinerem Umfang Ausgrabungen in den römischen Gräberfeldern durchgeführt. 1974 wurde es möglich, die sogenannte große Nekropole im Süden in zwei durch die römische Straße getrennte, als Süd- und Südostfriedhof bezeichnete Flächen (Abb. 3), zu unterteilen. 1980 wurde der Westfriedhof als einziges weitgehend unberaubtes Gräberfeld entdeckt.

## Die Gräberfelder

Abb. 4: Areal des Südostfriedhofs mit den Gebäuden L12 bis L 14. nach E. Vágó, Plan 1, 1963–1967

Abb. 5: Areal des Südostfriedhofs nach E. Vágó, Plan 2, 1963–1967

Das Friedhofsareal gruppiert sich in vier Einheiten um das Kastell herum (Abb. 2). Eine Nekropole im Norden, eine im Westen, eine im Süden („Große Nekropole“) und daran anschließend eine im Südosten des Plateaus. Über die genaue Lage der Gräber in den drei erstgenannten Arealen können keine Angaben gemacht werden, da hierfür keine Gräberfeldpläne erstellt wurden.
Die große Nekropole im Süden, zu der zugleich die ältesten Bestattungen zählen, befand sich zunächst auf der westlichen Seite der Limesstraße (Abb. 3). Die Brandgräber reichen hier bis in die Zeit der Markomannenkriege (2. Hälfte 2. Jh. n. Chr.). Erst im 3. Jh. n. Chr. dehnte sich die Nekropole dann über die Limesstraße nach Osten hin aus, wobei es sich hierbei nun um Körpergräber handelt. Der Platz wurde bis ins 5. Jh. hinein genutzt.
Im 4./5. Jh. kommt es zu neuen Bestattungsplätzen nördlich und westlich des Kastells. Die sogenannte Nordnekropole wird von der Hangkante im Norden, dem Kastell im Süden und der Princesor-Schlucht im Westen abgegrenzt. Die Westnekropole liegt an einem vermuteten antiken Weg westlich des Kastells, im ehemaligen Bereich des Vicus. Des Weiteren wurde hier östlich des Friedhofs ein Gebäude mit apsidialem Abschluss entdeckt, für das eine frühchristliche Nutzung vorgeschlagen wird. Außerdem befinden sich in diesem Areal Bestattungen germanischer Neusiedler der nachvalentianischen Zeit, welche auf ein Gräberfeld in der Südwestecke des Vicus hindeuten.
Das letzte Gräberfeld ist das von Esther Vágó abgegrenzte Areal des Südostfriedhofs. Dieser wird im Osten durch das Lössufer der Donau begrenzt sowie im Süden durch die „Große Schlucht“ (Nagy-szakadék). Im Westen bildet das Steingrab 33 in der NO-Ecke des Gebäudes L12 den Abschluss (Abb. 4), im Norden ein Geländestreifen, welcher die Südostnekropole von der Südnekropole trennt. Dieses, als einziges der vier bekannten publizierte Gräberfeld umfasst um die 800 Bestattungen. Diese teilen sich in Brandbestattungen und die deutlich überwiegenden (drei Viertel aller Gräber) Körperbestattungen auf. Bei den Brandbestattungen herrschen die Brandgrubengräber vor, bei denen der Leichenbrand sowie die Reste des Scheiterhaufens in einer (urnenlosen) Grube verstreut liegen. Bei den Körperbestattungen dominieren die Erd-, Ziegel- und Steinkistengräber (Abb. 5). Von diesen spätantiken Körperbestattungen überwiegen solche mit Ziegelabdeckung, gefolgt von den einfachen Erdgräbern. Durch Plünderungen und Zerstörungen der Gräber, welche vor allem den Grabungen der Antiquitätenhändler zuzuschreiben sind, gelangten zahlreiche Fundstücke nicht nur in das Nationalmuseum in Ungarn, sondern auch über die Grenzen Ungarns hinaus.

## Antikenhandel
Seit dem Ende des 19. Jh. gibt es diverse Ankäufe von Fundmaterial aus Intercisa. Der Großteil der sich in den Sammlungen befindlichen Funde entstammt der Südostnekropole. Ein weiterer Teil wurde bei Schürfungen in der „Großen Nekropole“ geborgen. Durch die damaligen Grabungen der Antiquitätenhändler, welche parallel zu denen des Ungarischen Nationalmuseums liefen, gelangten die Objekte zwar auch in eben jenes Museum, dennoch wurde eine erhebliche Anzahl an Sammlungen außerhalb Ungarns verkauft.
So auch nach Deutschland. Die bekannten Institutionen, welche Ankäufe mit Antiquitätenhändlern betrieben, waren das Königliche Museum für Völkerkunde zu Berlin (heute Staatliche Museen zu Berlin – Preußischer Kulturbesitz), welches Ende des 19. Jh. in den Besitz diverser Fundobjekte gelangte, das Römisch-Germanische Zentralmuseum Mainz, das Kunsthistorische Museum in Wien sowie die Sammlungen Schröder der Universität Jena und die Sammlung Sigmund Freuds. Standen zunächst einzelne Fundstücke aus Dunapentele im Vordergrund der Raubgrabungen, entwickelte sich dies immer mehr zu Verkäufen von ganzen Fundkomplexen und Grabinventaren, von denen auch nicht mit Sicherheit gesagt werden kann, dass diese nicht neu zusammengesetzt worden sind.
Für den Erwerb und die Forschungsarbeit mit den so gesammelten Objekten waren seitens der Museen bedeutende Prähistoriker ihrer Zeit wie etwa Friedrich Behn, Carl Schuchhardt oder auch Alfred Götze verantwortlich, wobei sie in ihrer jeweiligen Sammlungstätigkeit unterschiedliche Schwerpunkte setzten. So tritt in Mainz und Wien die Keramik des römischen Pannonien mit größtenteils aus Intercisa stammendem Material deutlich hervor. Daraus ergab sich zum Beispiel die 1910 von Friedrich Behn in Mainz aus dem Bestand der Sammlung erstellte Typentafel zur römischen Keramik. In allen drei der bereits erwähnten Museen wurde außerdem ein besonderes Augenmerk auf Objekte gelegt, die sowohl typologisch, als auch zeitlich eindeutig bestimmbar waren.

## Bilder

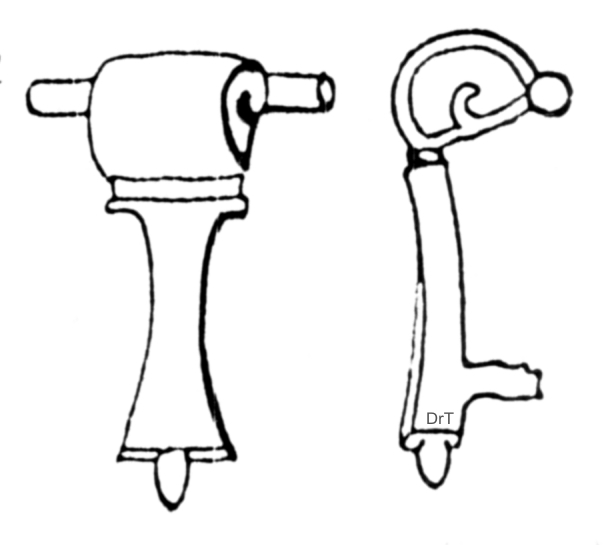
Kniefibel aus Bronze mit Scharnierkonstruktion, 2.–3. Jh. n. Chr., nach Teichner (2011). Heute im Museum für Vor- und Frühgeschichte (Berlin)
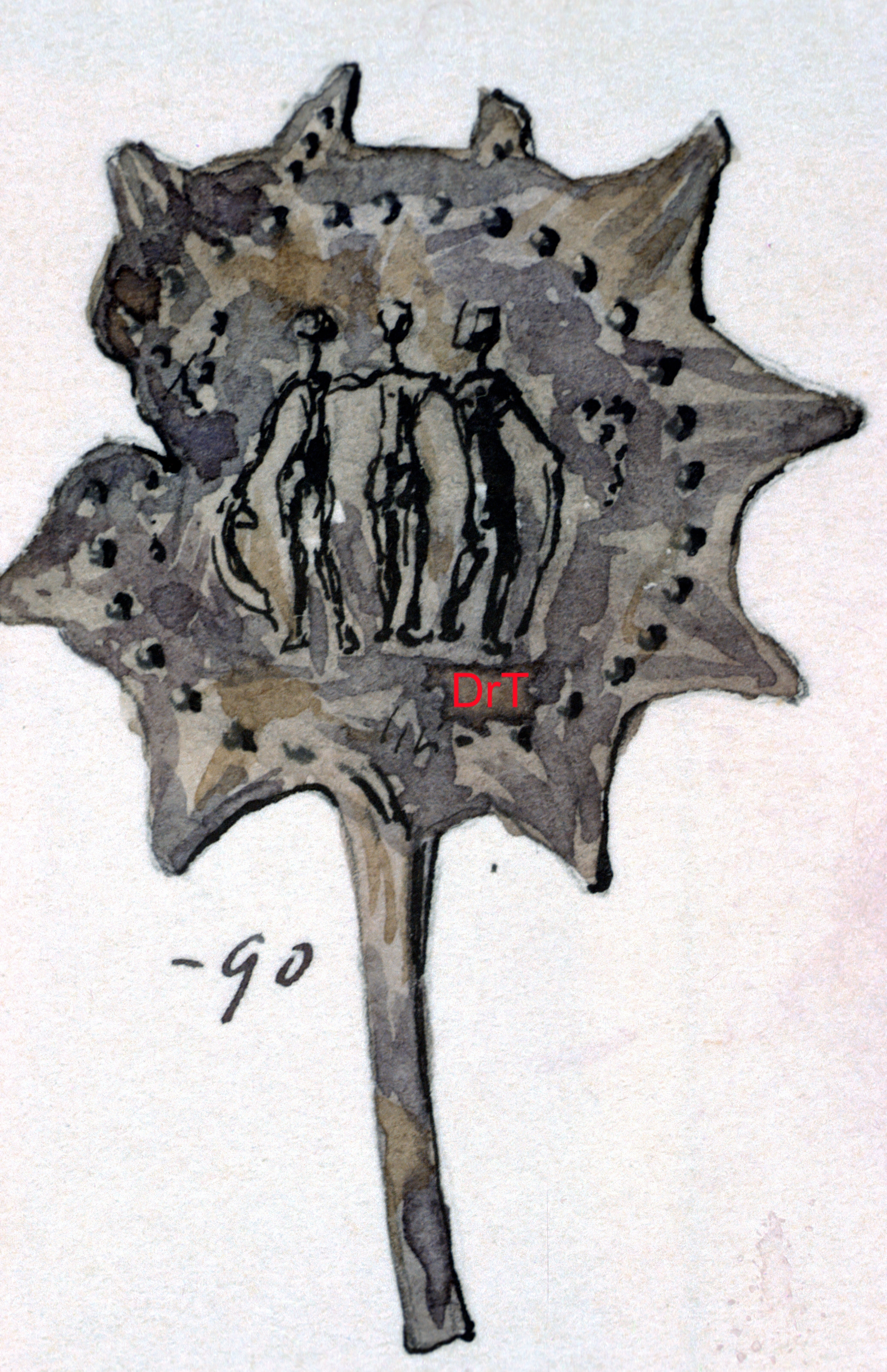
Miniaturspiegel aus Blei, nach Teichner (2011). Heute im Bestand des RGZM
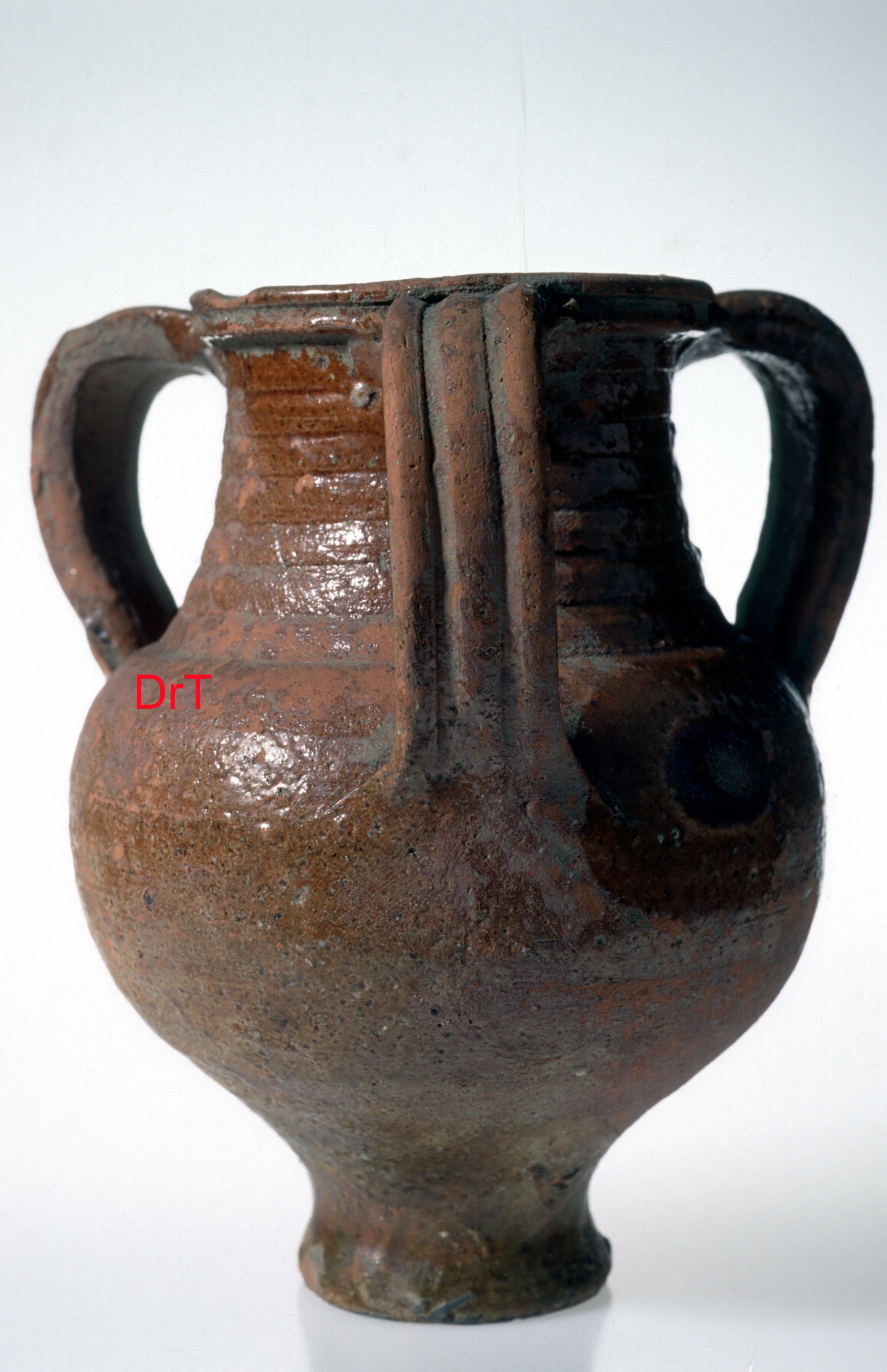
Glasierter Keramikbecher mit bandförmigen Henkeln, nach Teichner (2011). Heute im Bestand des Kunsthistorischen Museums Wien – Antikensammlung
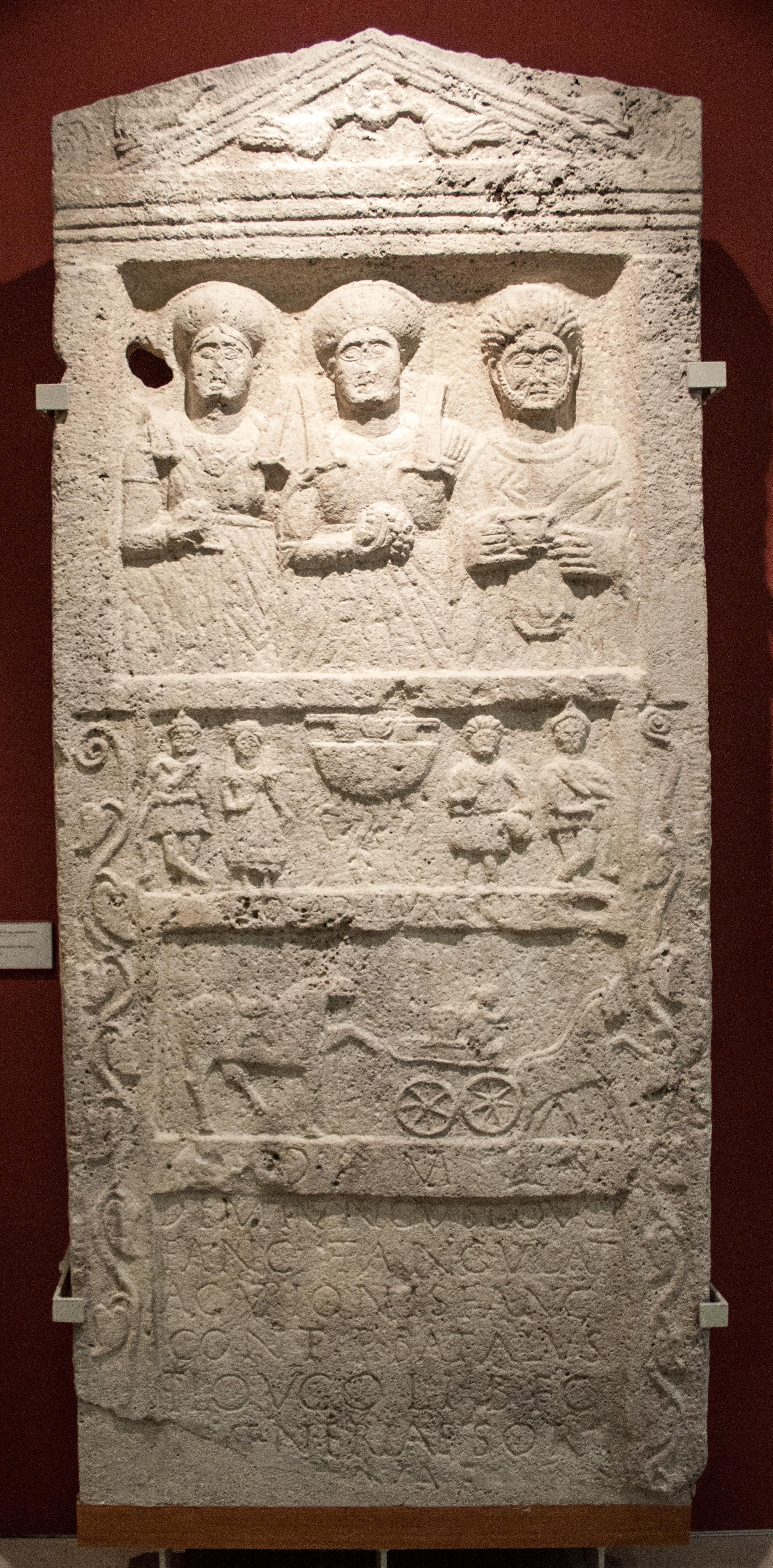
Grabstein eines einheimischen Paares, Demiuncus und seiner Frau Angulata. Heute in ungarischen Nationalmuseum. (Siehe auch: Römische Steindenkmäler aus Intercisa)
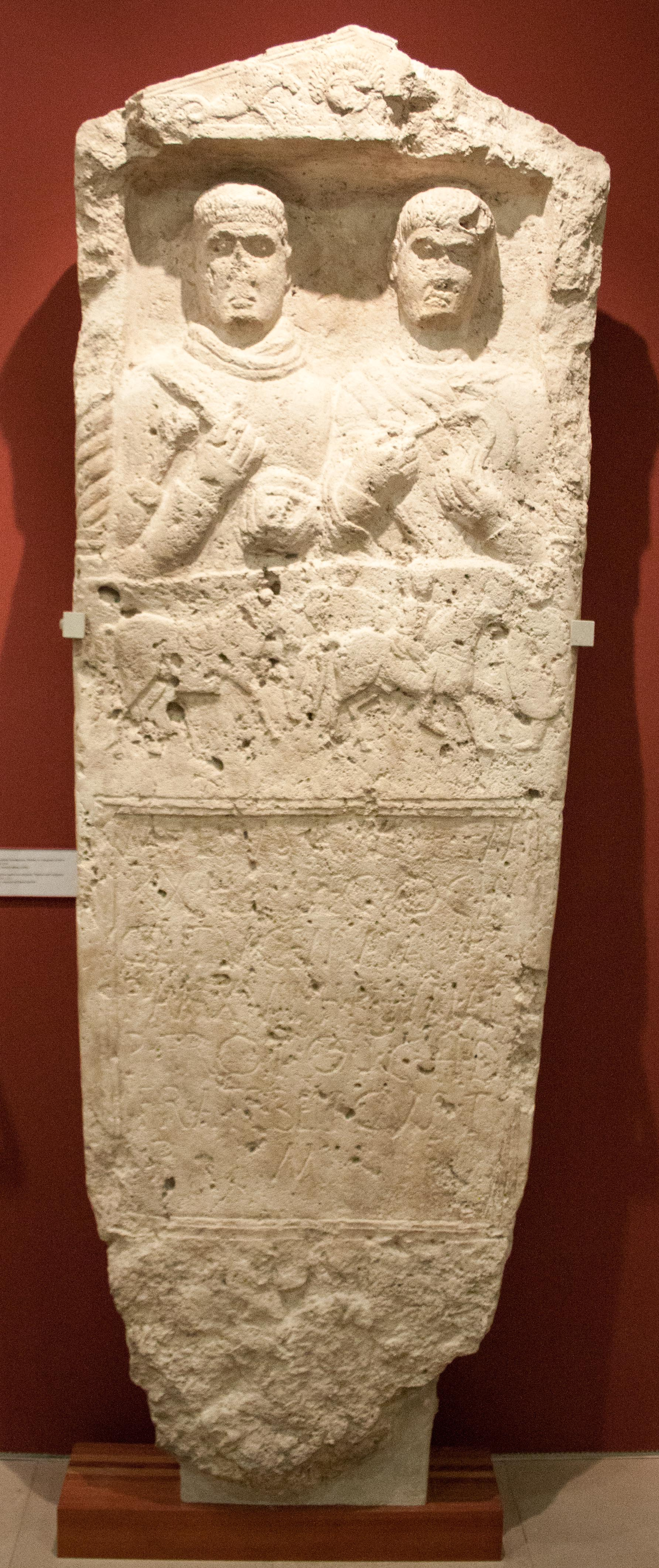
Grabstein von zwei einheimischen Reitersoldaten, Mulsus und Litugenus. Heute in ungarischen Nationalmuseum
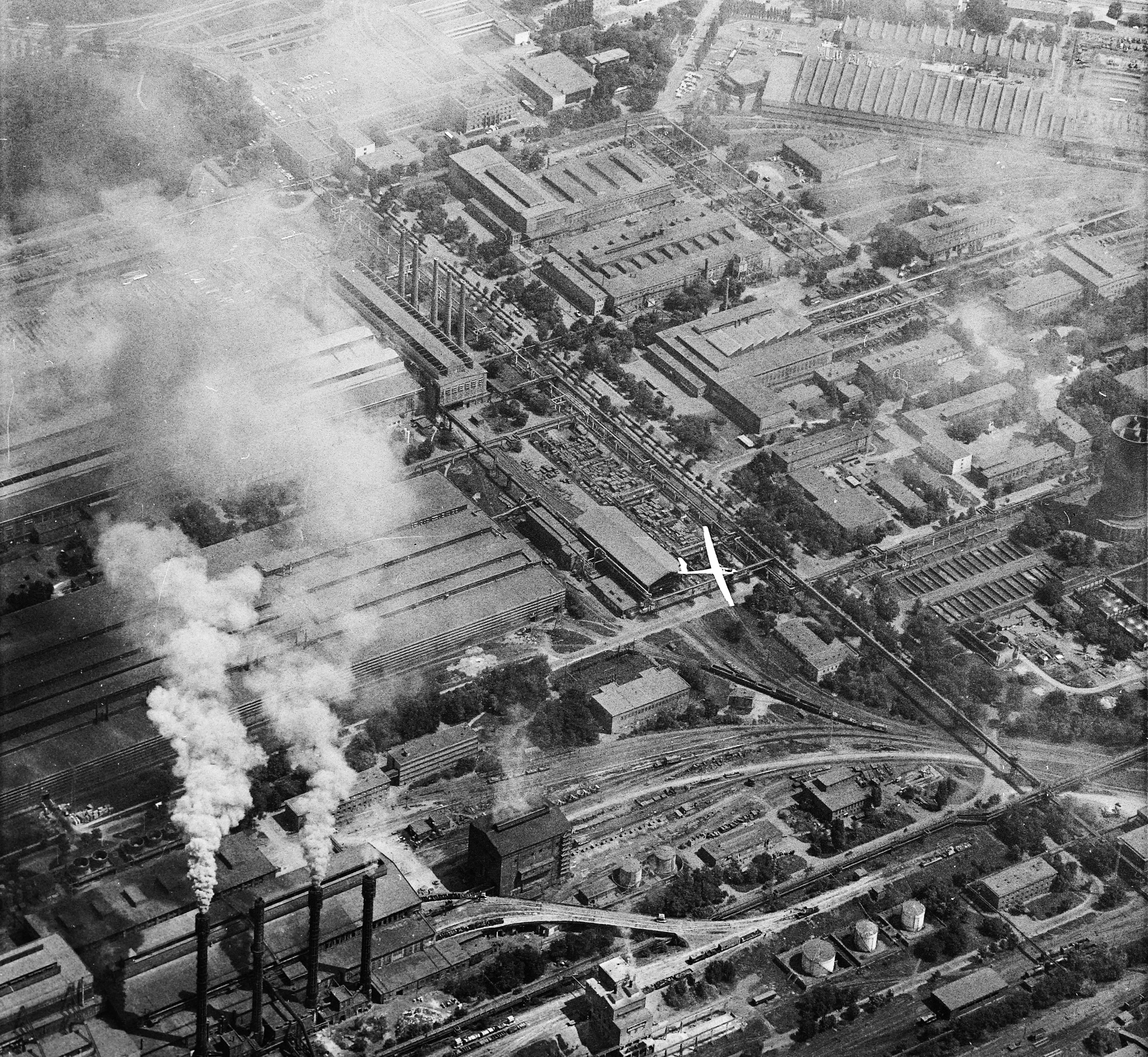
Dunaújváros aus der Luft, 1970
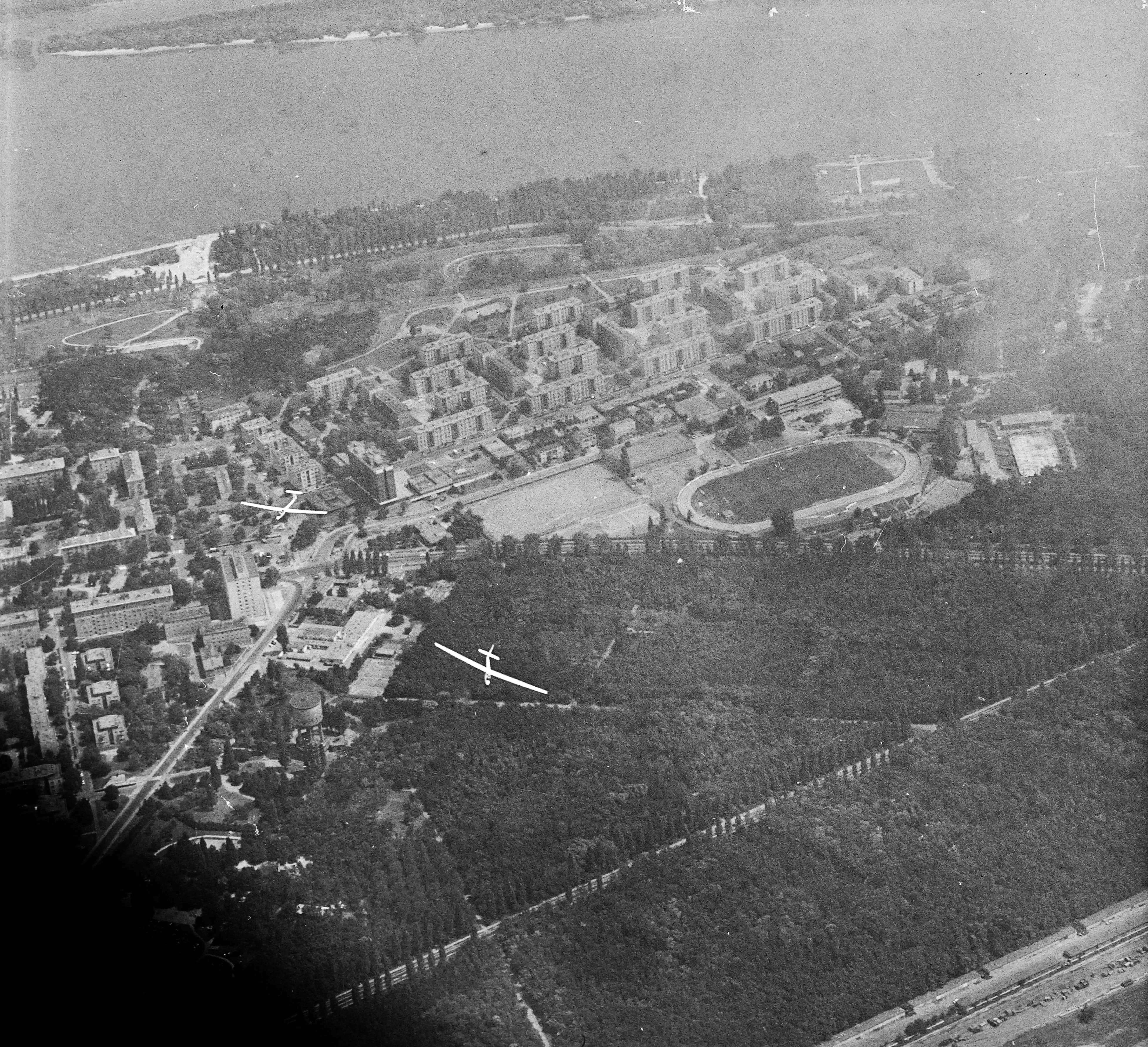
Dunaújváros aus der Luft, 1980